# Hungría en los Juegos Paralímpicos de Sídney 2000
Hungría estuvo representada en los Juegos Paralímpicos de Sídney 2000 por un total de 54 deportistas, 41 hombres y 13 mujeres.

## Medallistas
El equipo paralímpico húngaro obtuvo las siguientes medallas:
| Nombre                                             | Deporte                    | Evento                          |
| -------------------------------------------------- | -------------------------- | ------------------------------- |
| Oro                                                |                            |                                 |
| Dóra Pásztory                                      | Natación                   | 200 m estilos SM8 femenino      |
| Zsolt Vereczkei                                    | Natación                   | 50 m espalda S5 masculino       |
| Krisztián Sánta                                    | Natación                   | 100 m espalda S14 masculino     |
| Gábor Májer János Rácz Krisztián Sánta Tibor Szedő | Natación                   | 4 × 50 m estilos S14 masculino  |
| Plata                                              |                            |                                 |
| Judit Pálfi                                        | Esgrima en silla de ruedas | Espada individual B femenino    |
| Krisztián Sánta                                    | Natación                   | 50 m mariposa S14 masculino     |
| Krisztián Sánta                                    | Natación                   | 50 m libre S14 masculino        |
| Krisztián Sánta                                    | Natación                   | 100 m libre S14 masculino       |
| János Becsey                                       | Natación                   | 200 m estilos SM7 masculino     |
| Bronce                                             |                            |                                 |
| Mária Orsós                                        | Atletismo                  | Salto de longitud F20 femenino  |
| Sándor Ponyori                                     | Atletismo                  | Salto de longitud F20 masculino |
| Zsuzsanna Krajnyák                                 | Esgrima en silla de ruedas | Espada individual A femenino    |
| Zsuzsanna Krajnyák                                 | Esgrima en silla de ruedas | Florete individual A femenino   |
| Pál Szekeres                                       | Esgrima en silla de ruedas | Florete individual B masculino  |
| Katalin Engelhardt                                 | Natación                   | 50 m mariposa S5 femenino       |
| Dóra Pásztory                                      | Natación                   | 100 m mariposa S8 femenino      |
| Ervin Kovács                                       | Natación                   | 50 m libre S5 masculino         |
| Ervin Kovács                                       | Natación                   | 50 m mariposa S5 masculino      |
| Ervin Kovács                                       | Natación                   | 100 m braza SB4 masculino       |
| Tibor Szedő                                        | Natación                   | 50 m mariposa S14 masculino     |
| János Rácz                                         | Natación                   | 100 m braza SB14 masculino      |
| Krisztián Sánta                                    | Natación                   | 200 m estilos SM14 masculino    |
| Gábor Vincze                                       | Yudo                       | –81 kg masculino                |